# Auguste Berbedes
Auguste Berbedes, dit Gustou, est un raseteur français, vainqueur de la Cocarde d'or.

## Palmarès
- Cocarde d'or : 1932[1]